# El Presidente

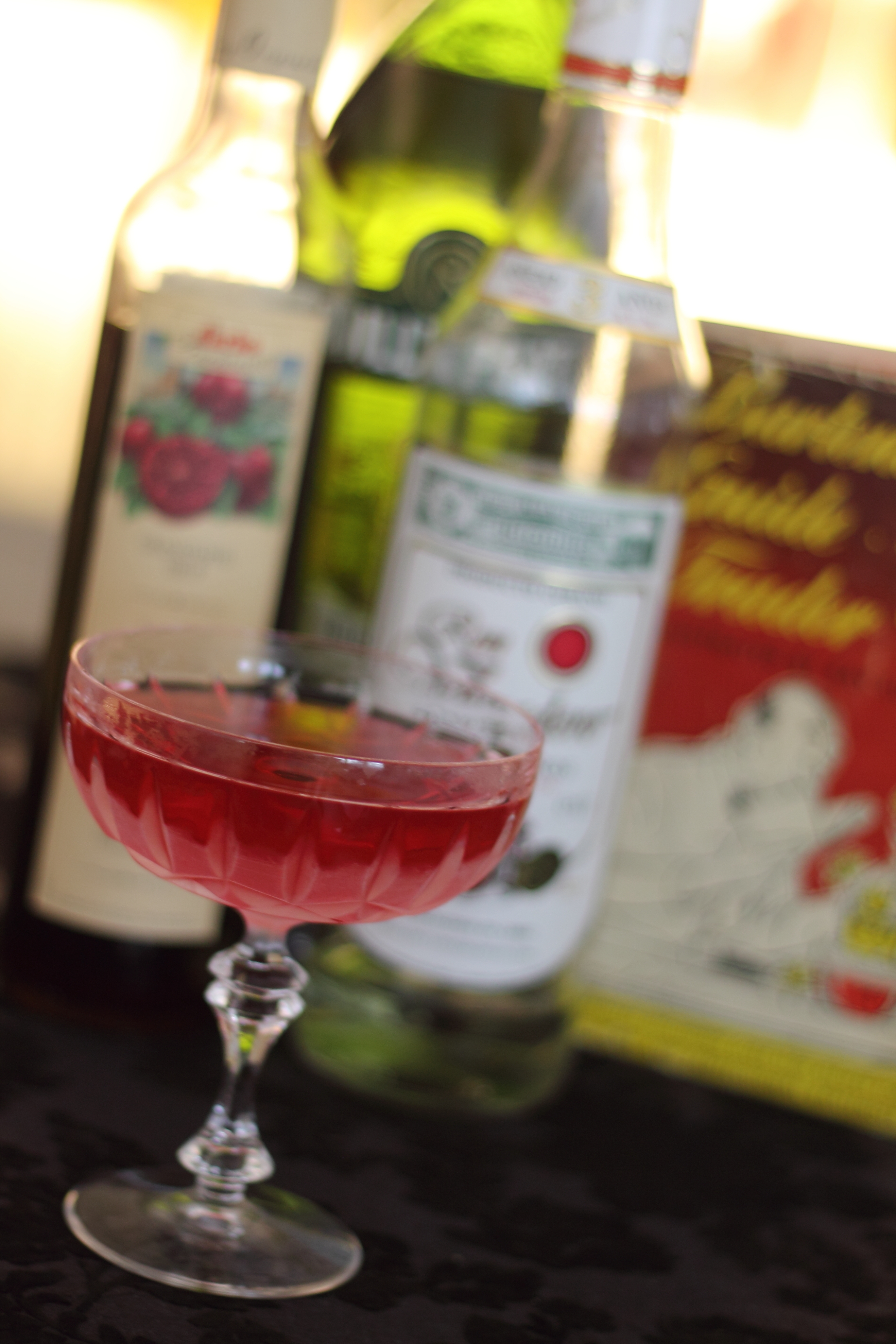
El Presidente mit typischen Zutaten

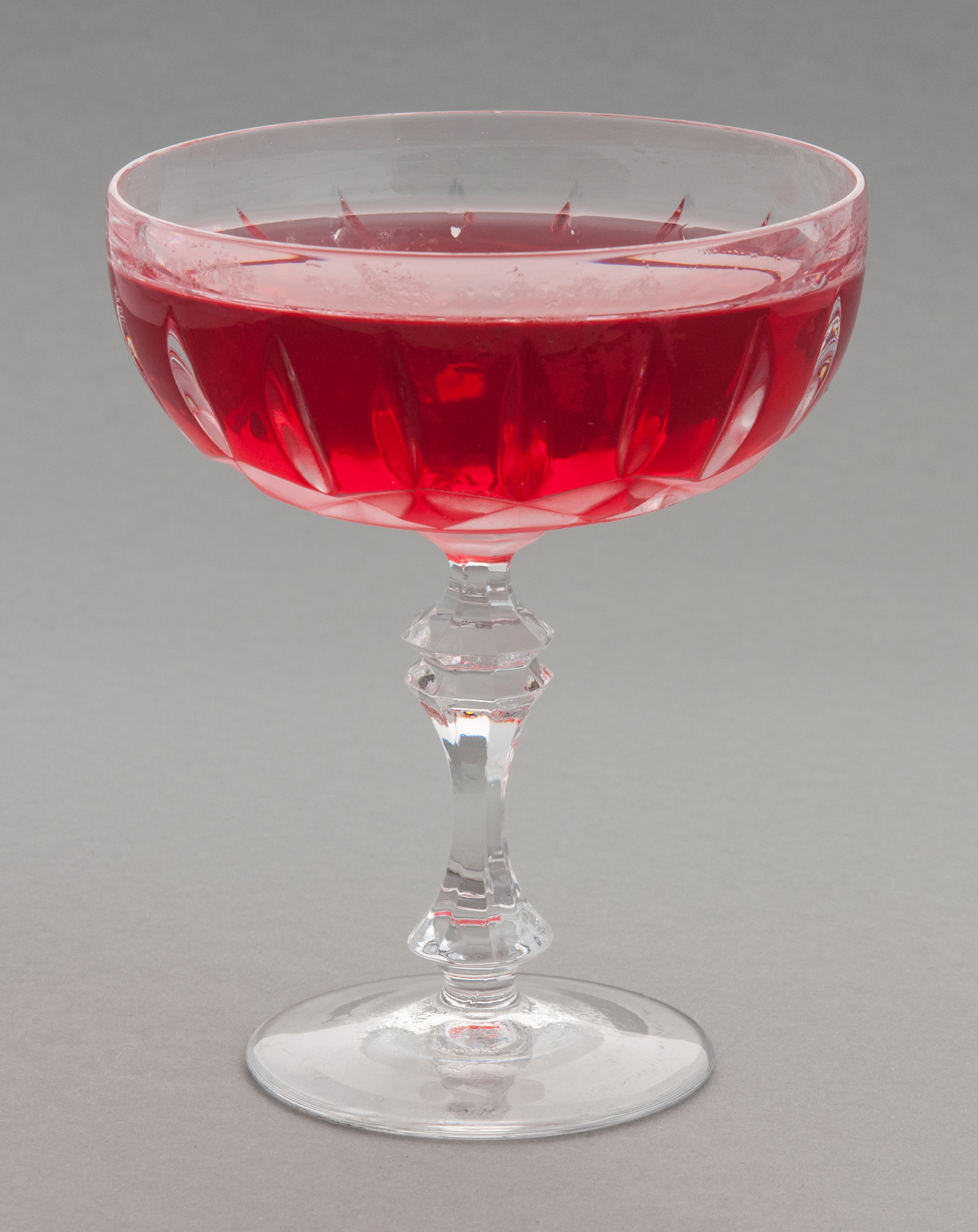
El Presidente

El Presidente ist ein klassischer Cocktail auf Rum-Basis. Der Cocktail stammt vom Beginn des 20. Jahrhunderts und erlebte seine größte Popularität zu Zeiten der Prohibition in den Vereinigten Staaten und in den Jahren direkt danach. Der Cocktail besteht aus Rum, einem trockenen Wermut, Curaçao und Grenadine. Je nach Rezept kann Curaçao oder Grenadine oder beides benutzt werden.
Der Drink stammt aus Kuba und ist vermutlich nach dem damaligen Präsidenten Mario García Menocal benannt. David Wondrich hält in seinem Buch Imbibe den Barkeeper Constantino Ribalaigua für den Erfinder. Besonders Reisende aus den USA tranken den Cocktail auf Kuba und brachten ihn dann mit in die Vereinigten Staaten.
Die erste Erwähnung des Drinks lässt sich für 1919 nachweisen, als ein Rezept in einer kubanischen Zeitung erschien. Auch wenn der genaue Ursprung des Drinks unklar ist, gelangte er zur Popularität durch den deutsch-amerikanischen Bartender Eddie Woelke, der der Prohibition in den USA auswich, indem er an der Bar des Jockey Clubs in Havanna arbeitete. Woelke mixte den Cocktail und widmete ihn dem dann amtierenden Präsidenten Gerardo Machado. Der Drink war ein Favorit von Machado und breitete sich von dort aus in der kubanischen Oberschicht aus. Curaçao war damals noch kein zwingender Bestandteil.
Der Cocktail tauchte mit stark lobenden Beschreibungen in den Cocktailbüchern der Nach-Prohibitions-Zeit auf, verlor im Laufe der folgenden Jahrzehnte aber deutlich an Interessenten. Er litt Ende des 20. Jahrhunderts daran, dass alle seine Zutaten ihren Geschmack wesentlich änderten. Bacardi-Rum, der für den originalen El Presidente benutzt wurde, wurde nach dem Umzug des Unternehmens zu einem Massenprodukt mit dezidiert anderem Geschmack als auf Kuba. Der Geschmack des heute in Bars oft vorrätigen massengefertigten Curaçao unterscheidet sich wesentlich von dem im Originalrezept. Grenadine wurden in den meisten Bars im Laufe der Jahrzehnte durch deutlich einfachere, preiswertere und künstlich aromatisierte Produkte gleichen Namens ersetzt, die oft gar keinen Granatapfelsaft mehr enthalten.